# Goniagnathus hyalinus
Goniagnathus hyalinus är en insektsart som beskrevs av Bergevin 1924. Goniagnathus hyalinus ingår i släktet Goniagnathus och familjen dvärgstritar. Inga underarter finns listade i Catalogue of Life.